# Melón de Media Agua, San Juan
Melón de Media Agua, San Juan es una indicación geográfica utilizada para designar a los melónes producidos en la zona rural contigua a la localidad de Media Agua, cabecera del departamento Sarmiento, localizada en el centro sur de la provincia argentina de San Juan. La misma fue aprobada en 2014 por la Resolución 549 del Ministerio de Agricultura, Ganadería y Pesca de Argentina, reconociendo, registrando y protegiendo la misma.

## Características
El Melón de Media Agua, San Juan es un melón tipo blanco, de forma redonda, piel color crema, lisa y suave, con o sin presencia de retículo. Grande, con un peso unitario de 2 a 3 kg. La pulpa es amarillo verdosa, muy jugosa, azucarada y crujiente. Estas características se adjudican a factores naturales como el suelos franco a franco arcillosos, antiguos fondos de laguna, el agua de riego, el clima y su forma de cultivo.
El melón de Media Agua es un fruto con destacadas notas en su pulpa de aromas a ananá, kiwi, banana, durazno, mango. En la cáscara los descriptores más destacados son papaya, mango y frutos tropicales. Presenta una fibrosidad muy baja, prácticamente imperceptible. La firmeza de la carne tiene valores medios, atributo importante en este varietal, dado que en los frutos la textura de la pulpa disminuye debido a la degradación ocasionada por las enzimas pectolíticas, con lo cual se ve disminuida su calidad. De este modo en su grado óptimo de maduración esta variedad de melón mantiene su estructura. Como atributos diferenciales deben destacarse el dulzor, y el alto contenido en jugosidad, que destacan al melón de Media Agua por sobre otros.